# Mariem Chedad

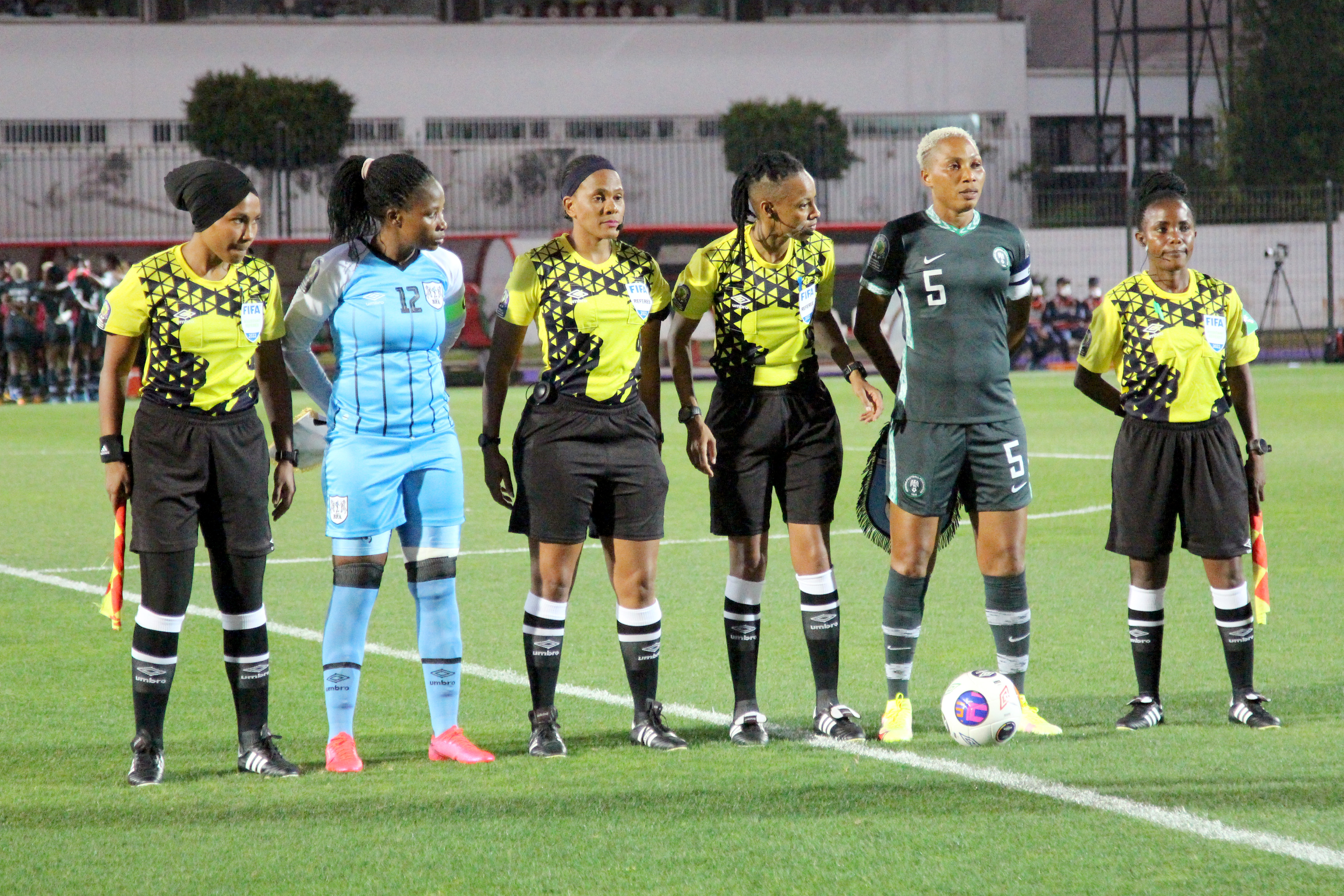
Mariem Chedad (links)

Mariem Chedad (* 1995 oder 1996) ist eine mauretanische Fußballschiedsrichterassistentin.
Seit 2019 steht Chedad auf der Liste der FIFA-Schiedsrichter und ist an der Spielleitung internationaler Fußballpartien beteiligt, unter anderem in der CAF Women’s Champions League.
Chedad war Schiedsrichterassistentin bei der U-20-Afrikameisterschaft 2021 in Mauretanien und beim Afrika-Cup 2022 in Marokko.